# Sangtraït (grup de música)
Sangtraït va ser un grup de hard rock i heavy metal amb reminiscències fantàstiques i medievals combinades esporàdicament amb temes actuals i quotidians. Va formar-se l'any 1982 a la Jonquera i va ser molt diferent dels altres grups de la seva generació.
Van assolir una gran popularitat a finals dels vuitanta i durant la dècada dels noranta, gràcies a cançons com "El vol de l'home ocell", "Somnis entre boires" i "Els senyors de les pedres".
El grup es va dissoldre el 20 de desembre de 2001 en un concert de comiat a la sala Razzmatazz de Barcelona.

## Història

### 1979-1988
Era l'estiu de 1979 i es començava a embolicar la troca. Al despatx de la casa d'en Quim Mandado, al bell mig de la Jonquera, ell mateix comença a tocar el piano i en Josep M. Coro el segueix amb una guitarra clàssica. Tots dos havien crescut junts compartint hores d'estudi i diversió a l'escola del poble. Tenien 17 anys i aficions musicals similars, el blues i el rock els feien patxoca.
A casa d'en Quim les reunions van engrandint el nombre d'assistents. En Coro no tarda a incorporar a la seva guitarra un amplificador de fabricació casolana fet amb altaveus de cotxe. Posa una pastilla a la guitarra, i a funcionar, la distorsió estava servida.
La Lupe, el Papa-Juls, en Xavi Rodriguez i un primer bateria d'origen francés anomenat Patrick completaven aquelles sessions de rock'n'roll d'estar per casa. Podien passar-s'hi dies, setmanes o mesos però, al final aconseguien aproximar-se a les sonoritats dels mestres. Feien molt de blues i alguna cançó dels Beatles.
La Lupe, que havia arribat a l'Empordà amb la intenció de passar-hi les vacances d'estiu, decideix quedar-s'hi per sempre. S'ho havia passat de nassos, havia conegut quantitat de penya enrotllada i, segur, intuïa que d'aquelles esbojarrades reunions naixerien millors històries.
Rock d'institut, rock de muntanya, rock de bar, rock de poble. Els peluts començaven a voltar.
Com que l'instrumental que tenien no donava gaire de si i feien falta peles per equipar-se més decentment, no se'ls va acudir res més que fer-se bombers. En Quim i en Josep M. van apuntar-se al Parc de Bombers de la Jonquera l'estiu del 81, el Papa-Juls ja havia passat per l'experiència poc abans. Innocents ells pensaven que disposarien d'hores i hores per practicar música mentre esperaven un improbable foc. Tanta mala sort van haver de van enganxar un d'aquells estius en què els focs assolaven l'Empordà dia sí i dia també. Nits en blanc, cares enfosquides per la cendra, guerra als boscos contra les flames. Els calerons que els havien de servir per comprar material sonor els van suar de valent.
Després d'uns quants assajos intensius es bategen com Los Bomberos Atómicos i s'estrenen en públic a Capmany, molt a prop de la Jonquera. El seu repertori està farcit d'estàndards del rock'n'roll: «els més patxangueros, fins i tot una versió en català de "La Casa del Sol Naixent" dels Animals».
Los Bomberos Atómicos ja era l'autèntic embrió de Sangtraït; la Lupe cantava i guitarrejava, en Quim tocava el baix, i en Josep M. l'altra guitarra. El quintet el completaven en Xavier Rodríguez a les tecles i el seu germà Víctor a la bateria. Casualment dos Rodríguez que no tenen cap mena de vincle familiar amb l'actual bateria, en Martín Rodríguez.
Per aquella època el Papa-Juls corria a cavall entre la Jonquera i Agullana, emmerdat en projectes teatrals però sempre amb l'harmònica a la butxaca.
Aquells bombers, un bolo i res més, van donar pas a un anar i venir de personatges que s'afegien a les sessions d'assaig que continuaven celebrant al local cedit per l'Ajuntament. Blues i rock'n'roll cada dia més amplificat. Valentín López, Emerio Marc, F. Solà... Entre ells es trobava en Marc González, un autèntic cridaner afeccionat al rock dur i el thrash-metal que no tardaria a convertir-se en el cantant oficial de la banda.

### 1988-1992
L'any 88 és l'any del debut discogràfic de Sangtraït. Primer de tot, aquest any va deixar el grup el cantant Marc Gonzàlez, i es va posar al seu lloc el baixista Quim Mandado.
Per la seva banda, la Lupe i el Martín van anar a Picap per mostrar una maqueta amb tres temes: "El Vol de l'home ocell", "Els senyors de les pedres" i "Buscant una dona". La insistència de la Lupe va fer que en Joan Carles Doval, director de Picap, escoltés la cinta. Després d'escoltar-la va decidir editar el primer disc de Sangtraït, tot i que ells s'havien de pagar la gravació.
Finalment Picap va decidir assumir el cost de la gravació i van gravar el primer disc "Els Senyors de les pedres" als estudis Aurha d'Esplugues. Aquest disc va fer que al grup li sortissin molts concerts, més de trenta, i en van vendre prop de 10.000 còpies.
Amb aquestes dades Picap no s'ho va pensar dues vegades a editar un nou disc.
Aquest any, tot i ser uns desconeguts encara, també col·laboren en un disc que es diu "Tocats del Nadal" en què graven una cançó que es diu "Neu" en què canta la Lupe.
A principis de l'any 90 enregistren el seu segon disc "Terra de vents", també a Aurha. Cançons com "Sang en el fang", "Inqui-missió" o "Terra de vents" els van propulsar arreu dels Països Catalans. Aquest disc també els permet actuar a les comarques barcelonines, i, concretament el 17 de maig d'aquest any, fan el primer concert a Barcelona, al Studio 54.
Al començar l'any 91 tornen als estudis Aurha a enregistrar el seu tercer i reeixit disc "L'últim segell", que els porta a l'any de més activitat i vendes, amb 90.000 còpies venudes i 120 concerts arreu de la geografia catalana. Un d'aquests concerts és el "mític" del 14 de juny on, juntament amb Sopa de Cabra, Sau i Els Pets reuneixen 22.104 persones al palau Sant Jordi, fins a aquella data el concert més gran que s'havia fet mai a Europa en recinte tancat. D'aquest concert se'n va editar un nou disc, "Sangtraït al palau Sant Jordi" i un vídeo amb el mateix nom.

### 1993-2000
El concert al Palau Sant Jordi va marcar un punt i seguit en la història de Sangtraït. Després d'aquests èxits es prenen un any més tranquil, i no tornen a editar un nou disc fins al 93. A principis d'aquest any tornen de nou als estudis Aurha per gravar el seu 5è disc, anomenat "Contes i llegendes", en el qual hi ha les col·laboracions de Jordi Armengol i Lluís Llach, que posa la seva veu a una cançó d'homenatge a Freddie Mercury. Aquest any també fan un concert per l'Sputnik, en el qual toquen juntament amb Barricada els temes "No et vull fer mal" i "Tentando a la suerte" i amb Marc Gonzàlez, primer cantant del grup, que posa la seva veu a la cançó "El Vol de l'home ocell".
L'any 1994 és un any dolent, tant per Sangtraït com per la resta de grups de rock en català i tot el moviment entra en crisi. No graven cap disc, però participen en la celebració dels 20 anys de la Companyia Elèctrica Dharma, tocant el tema "Ciutats". Aquest any també actuen a Madrid.
El 95 graven el disc "Eclipsi", també als estudis Aurha. És un disc bastant més trist que els anteriors, i reflecteix la crisi que viu el moviment del rock en català. Destaca per la intenció d'abandonar els temes medievals de les cançons i també per incloure una pista de CD-Rom, on hi ha informació del grup i les cançons. Una altra de les coses que fan aquest any és el "Concert a la carta"; demanen als seus seguidors que enviïn les cançons que els agradin més per triar les més votades i posar-les a la gira del 96. D'aquesta gira se'n pot destacar un concert que van fer a Alemanya.
A finals del 96 van a l'estudi més proper, Ariadna Recordings, per gravar el setè disc "Noctàmbulus", que té una portada polèmica, en què surten un àngel i un diable fent-se un petó. En aquest disc destaca de nou la duresa en el so, que s'havia suavitzat una mica als dos anteriors discos. Una altra de les novetats és la publicació de la pàgina web del grup, feta pel guitarra Josep M. Corominas, a la qual s'han rebut e-mails de tot el món.
L'any 1997 graven una versió del "Burning Love" d'Elvis Presley pel recopilatori Tributo al Rey, sent l'únic grup que posa una versió catalana al disc.
Després d'aquest disc, Sangtraït desapareixen de l'escena musical fins a la primavera del 99, quan participen en l'emotiu homenatge a Carles Sabater, al palau Sant Jordi, on toquen una versió de la cançó "És inútil continuar". També durant aquests mesos entren als estudis Music Lan per enregistrar el disc "L'altre cantó del mirall", del qual se'n posa a la venda el senzill "El bosc de formigó" durant l'estiu. Un disc en què deixen de banda les lletres medievals per problemes més actuals. El 18 de setembre del 1999 fan la presentació del disc a Reus i dos dies després surt a la venda el seu vuitè àlbum.

### 2001 (El comiat)
Finalitzant ja la gira de "L'altre cantó del mirall" i amb un devallada clara de concerts, decideixen posar punt final a la carrera de Sangtraït. La falta de motivació i cansament són els principals motius.
El dia 20 de desembre de 2001 ja forma part de la història del rock català, va ser l'adéu de Sangtraït a la sala Razzmatazz de Barcelona. Va ser una nit d'emocions contraposades en què es van combinar penes i alegries, i tot va acabar amb una sensació de trista satisfacció. Entrades esgotades i com a convidats Pep Sala, Jordi Armengol, Dragonslayer, Carles Izaga, Xavi Puig, Joan Cardoner… la festa va ser gran i va anar guanyant intensitat a mesura que s'apropava el final. D'aquest emotiu concert, és clar, també se'n va fer un disc "L'últim concert".
La història de Sangtraït finalitza oficialment el 5 de setembre de 2002 a la sala Mephisto de Barcelona, on els membres del grup fan una darrera trobada amb la premsa i els seguidors, que serveix de presentació tant pel disc doble del darrer concert enregistrat a Razzmatazz, com del DVD d'aquest mateix concert.
Picap decideix editar el 2003 un disc de rareses del grup anomenat "Entre amics". On hi ha col·laboracions amb altres grups i versions. Finalment, l'any 2005 surt a la venda "Crits de silenci" un recopilatori de totes les seves balades.
Durant els darrers anys han anat apareixent rumors sobre el possible retorn de Sangtraït. Encara que no s'ha fet oficial per cap membre del grup, la guitarrista Lupe Villar va declarar en una entrevista a la revista Enderrock, que tant ella com Papa Juls, no tindrien cap problema per tornar-se a reunir i fer algun concert.
El 2013, el periodista Ivan Allué publica la biografia completa del grup: "Sangtraït, Vint Anys Emprenyant Els Veïns".

### Projectes posteriors dels seus membres

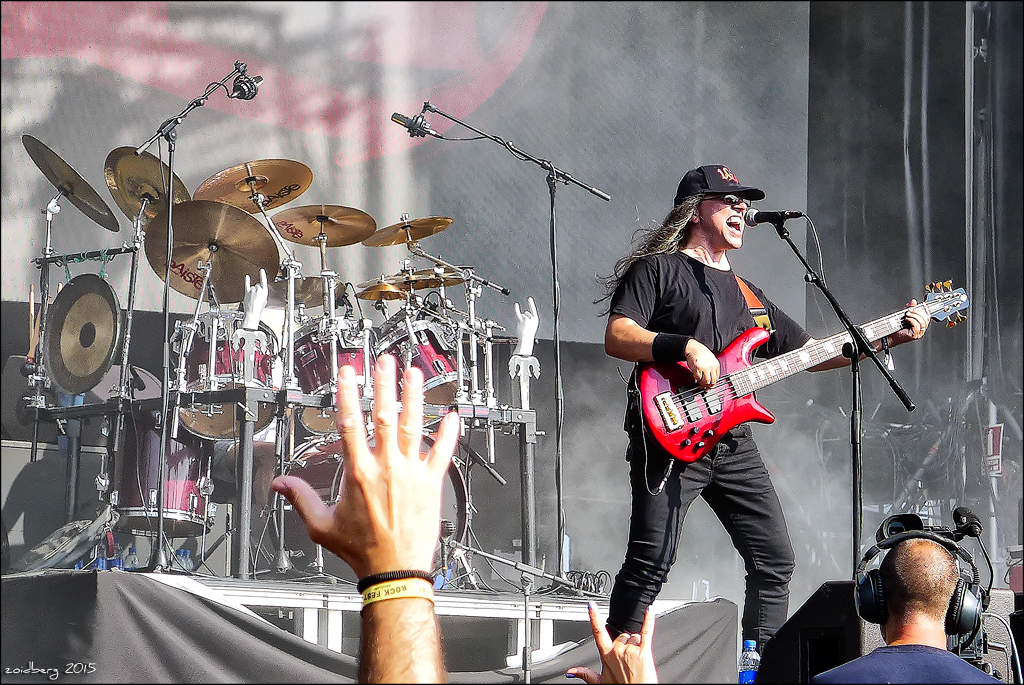
Quim Mandado amb LGP al Rock Fest Barcelona el 2015.

Després de la dissolució del grup, alguns dels seus membres s'han mantingut en el món de la música en altres projectes:
- Martín Rodríguez va treure un nou disc amb Rockson (la banda en la que tocava abans de Sangraït) "AM/FM" (2003).
- Quim Mandado va realitzar un disc en solitari, "Eclosió" (2003)
- Lupe Villar Orcera, juntament amb un grup d'artistes anomenant "XII AMC" (la banda Dragonslayer, Martín Rodríguez, Papa Juls, etc.) realitzà el disc "Kcor D Rock" (2008), on versionen cançons de diferents èpoques del heavy metal traduïdes al català per Papa Juls. A finals de 2020 Lupe Villar presenta un enregistrament de la cançó "Profanacció" cantada en anglès (Profanation) amb la banda Lupe Villar & The Rejects formada per antics membres de Dragonslayer i el cantant Ramón Ramos.[9]
- Durant l'any 2009, Martín Rodríguez i Quim Mandado, juntament amb Joan Cardoner, inicien un nou projecte creant la banda de heavy metal "Los Guardianes del Puente", a l'any següent editen el primer disc de la nova banda "Rockferatu". L'any 2013 publiquen un segon disc "Sancta Sanctorum" aquest cop cantat en català per Quim Mandado (el primer disc el cantava Joan Cardoner) i tradueixen el seu nom al català "LGP: Los Guardians del Pont". S'han dissolt l'any 2020 després de la mort del baterista Martin Rodriguez el 3 de gener del 2020.

- El 2012 Josep Maria Coromines i Martin Rodriguez van formar Barbablanca amb la presencia de Toni Bernal, Carles Serra i Ivo Darkhoff. Un projecte instrumental que es va fer conèixer en el concert solidari pels focs dels incendis a la Jonquera. Actualment es un projecte vocal que compta amb la presencia de veu principal, dos guitarristes, baixista i bateria que actualment es el fill del Martin des de la seva mort.

- Durant l'any 2011, Papa Juls comença un nou projecte en forma de banda de blues creant la Papa Juls Blues Band.
- Al 2023 Quim Mandado inicia un nou projecte, acompanyat dels seus fills Guillem i Ferran, i de Joan Cardoner crea una banda que inicialment tocarà cançons dels diversos projectes del cantant (LGP, Sangtraït i el seu disc en solitari). El 3 de juny realitzen el primer concert de la formació.[10]

## Efemèrides
El 3 de gener de 2020 moria Martín Rodríguez a Figueres, a l'edat de 64 anys. Martín Rodríguez va néixer a el 14 de setembre de 1955 a Cumbres Mayores (Huelva).

## Membres

### 1982-1984
- Marc Gonzàlez - veu.
- Quim Mandado - baix.
- Josep M. Corominas - guitarra.
- Lupe Villar - guitarra.
- Papa Juls - harmònica.
- Victor Rodríguez - bateria.

### 1985-1988
- Marc Gonzàlez - veu.
- Quim Mandado - baix.
- Josep M. Corominas - guitarra.
- Lupe Villar - guitarra.
- Papa Juls - harmònica.
- Martín Rodríguez - bateria.

### 1988-2001
- Quim Mandado - veu, baix i teclats.
- Josep M. Corominas - guitarra.
- Lupe Villar - guitarra.
- Papa Juls - harmònica i saxo.
- Martín Rodríguez - bateria.

## Discografia[12]

### Àlbums
| • Els Senyors de les Pedres (1988) |
| --- |
| Cara 1 1. Els senyors de les pedres 2. Buscant una dona 3. La festa 4. El vol de l'home ocell Cara 2 1. Revelacions 2. L'enigma de l'estel 3. Temps passats 4. T'estimaré sempre |

| • Terra de Vents (1990) |
| --- |
| Cara 1 1. Sang en el fang 2. Pensa-t'ho bé 3. Nimforàdio 4. Etiòpia 5. Inqui-missió Cara 2 1. No recordo 2. Estones 3. Paranys de la mort 4. Dubtes 5. Terra de vents |

| • L'Últim Segell (1991) |
| --- |
| Cara 1 1. Furtadora d'ànimes 2. El guerrer 3. La maledicció 4. Somnis entre boires 5. El pesat del barri 6. Teatre de l'amor Cara 2 1. Nascut per morir 2. El museu dels arbres morts 3. Timidesa 4. Mai pots ser tu 5. Amor de barra 6. Blues del miner |

| • Al Palau Sant Jordi (directe) (1992) |
| --- |
| 1. Inqui-missió 2. Nimforàdio 3. Fortadora d'ànimes 4. Terra de vents 5. Pensa-t'ho bé 6. Somnis entre boires 7. Sang en el fang 8. Els senyors de les pedres 9. El guerrer 10. El pesat del barri 11. Buscant una dona 12. El vol de l'home ocell 13. No recorda |

| • Contes i Llegendes (1993) |
| --- |
| 1. La Porta 2. Profanacció 3. El País de Mandorcòrovi 4. Sentències d'Amor 5. Les Creus Vermelles 6. La Lluna i el Navegant 7. Nom Proscrit 8. Alè de Mil-Cent 9. El Pirat Avell 10. La Reina del Gel 11. No et Vull Fer Mal 12. T2(pi)ts 13. Freddie Memorium |

| • Eclipsi (1995) |
| --- |
| 1. Presoner del temps 2. Pont de la mort 3. Sentiments de paper 4. Sense respecte 5. Qüestió de nassos 6. Paraules d'un somiador 7. Ombres en la foscor 8. Cara i creu 9. Un forat al cor 10. Esperit de mar 11. Reina de cors 12. Jutge del destí |

| • Noctàmbulus (1996) |
| --- |
| 1. Foc de gel 2. Esquerdes 3. Bèstia negra 4. Cendres d'un món 5. Mirall de silenci 6. 15 Juliol 1099 7. Maleïda policia 8. Profecia 9. Mar de verí 10. Llei seca 11. Bruixes 12. Llop de bar 13. Noctàmbuls 14. Mercader d'il·lusions |

| • L'Altre Cantó del Mirall (1999) |
| --- |
| 1. Homes 2. El Pacte 3. Ploro per tu 4. La iaia 5. L'altre cantó del mirall 6. Sang 45 7. Lluna negra 8. Jocs de guerra 9. Historia d'un mort de gana 10. El meu amic 11. Bosc de formigó 12. Abella reina 13. Malsons de sucre |

| • L'Últim Concert (2002) |
| --- |
| Disc 1 1. Intro concert - 02:04 2. La lluna I el navegant – 04:22 3. Mai pots ser tu – 02:52 4. Sang en el fang – 04:47 5. Bèstia negra – 05:49 6. Les creus vermelles – 04:31 7. Terra de vents – 04:11 8. Solo bateria – 01:26 9. Bruixes – 04:25 10. El bosc de formigó – 03:27 11. Improvisació públic – 01:19 12. Cara i creu – 04:57 13. La reina del gel – 05:46 14. Lluna negra – 03:33 15. Inqui-missió – 06:02 16. Buscant una dona – 05:08 Disc 2 1. Alè de mil-cent – 03:36 2. Cendres d'un món – 04:05 3. El pirat avell – 04:38 4. La iaia – 04:31 5. Freddie memorium – 05:18 6. Jocs de guerra – 08:05 7. Somnis entre boires – 05:32 8. 15 juliol 1099 – 5:05 – 05:30 9. Improvisació Quim & coro – 00:55 10. Furtadora d'ànimes – 03' 24 11. El guerrer – 06' 51 12. El pacte – 03' 54 13. Solo harmònica – 03' 03 14. El vol de l'home ocell – 06' 51 15. Els senyors de les pedres – 04' 51 16. Comiat – 05' 06 |

| • Vídeos, concerts i rock&roll DVD (2002) |
| ----------------------------------------- |
|                                           |

| • Entre amics (2003) |
| --- |
| 1. Freddie Memorium 2. Les creus vermelles 3. No et vull fer mal 4. Tentando a la suerte 5. Mai pots ser tu 6. Wonderful tonight 7. Hormigón, mujeres y alcohol 8. Foc d'amor 9. La iaia 10. Somnis entre boires 11. És inútil continuar 12. Ciutats! 13. Terra de vents 14. Neu 15. Omplint somnis 16. Els Senyors de les Pedres 17. Material inèdit (Entre amics) |

| • Crits de Silenci (2005) |
| --- |
| 1. El vol de l'home ocell 2. Estones 3. Somnis entre boires 4. Sentències d'amor 5. La reina del gel 6. Sentiments de paper 7. Esperit de mar 8. Mirall de silenci 9. Mar de verí 10. Ploro per tu 11. Abella reina 12. Lluna negra 13. Neu 14. Wonderful tonight 15. Somnis entre boires 16. El vol de l'home ocell - Bonus track 17. El vol de l'home ocell - darrer concert del grup |

### Altres gravacions
- "Neu": Balada cantada per Lupe Villar al recopilatori "Tocats del Nadal". (Picap 1988).
- "Ciutats!": Participació en el disc en directe de la Companyia Elèctrica Dharma "20 anys", gravat en directe al Palau Sant Jordi. (Picap 1994).
- "Foc d'amor": Versió del tema "Burning Love" d'Elvis Presley per al recopilatori "Tributo al Rey". (Picap 1997).
- "És inútil continuar": Versió de Sau a l'homenatge de Carles Sabater el 27 d'abril de 1999, per al disc "Concert Homenatge a Carles Sabater". (Picap 2000).
- "La gran nit del Sant Jordi 14 de juny de 1991": documental sobre el concert al Palau Sant Jordi del 14/6/91 amb Sau, Els Pets, Sopa de Cabra i Sangtraït. Dirigit per Àlam Raja i Pere Pons. Distribuït gratuïtament amb la revista Enderrock, núm. 150 (abril 2008).